# Juana de Arco (película de 1900)
Juana de Arco (en el original en francés, Jeanne d'Arc ) es una película muda de la productora francesa Star Film del año 1900 basada en la vida de Juana de Arco. Fue dirigida por Georges Méliès.

## Sinopsis
En el pueblo de Domrémy, la joven Juana recibe la visita del Arcángel Miguel, Santa Catalina de Alejandría y Santa Margarita de Antioquía, quienes la exhortan a luchar por su país. Su padre Jacques d'Arc, su madre Isabelle Romée y su tío le ruegan que se quede en su casa, pero ella los deja y viaja a Vaucouleurs, donde se encuentra con el gobernador, el capitán Robert de Baudricourt. Este último, disipado inicialmente, desprecia los ideales de Juana, pero su celo finalmente lo gana, y le da autoridad para liderar a los soldados franceses. Juana y su ejército conducen una procesión triunfal en Orléans, seguida por una gran multitud. Luego, en la Catedral de Reims, Carlos VII es coronado rey de Francia.
En el Sitio de Compiègne, Juana es tomada prisionera mientras su ejército intenta asaltar el castillo. En prisión, Juana tiene otro sueño en el que ve a sus visiones nuevamente. Llevada al interrogatorio, Juana se niega a firmar una retractación, y es condenada como hereje. En el mercado de Ruan, Juana es quemada en la hoguera. El portador de madera en la ejecución, que trae combustible para la quema, muere en el lugar por los humos. En una escena de apoteosis final, Juana se eleva al Cielo, donde es recibida por Dios y los santos.

## Elenco
- Jeanne Calvière como Juana de Arco.[1] Calvière, una palafrenera del establo del Cirque d'Hiver, fue contratada para esta película y permaneció entre los principales actores de actores de Méliès durante varios años después.[2]
- Georges Méliès en siete roles: el padre de Juana, el tío de Juana, Robert de Baudricourt, un mendigo en la procesión de Orléans, un soldado en el Sitio de Compiègne, uno de los carceleros de Juana, y el portador de madera en la ejecución.[3]
- Jeanne d'Alcy en tres roles: la madre de Jeanne, una dama en Vaucouleurs, y una dama en Orléans.[3]

## Producción
La película se realizó en la primavera de 1900. Fue la primera de las películas de Méliès en superar los 200 metros de largo, y la segunda (después de su Cenicienta el año anterior) en usar cambios de escena, con doce sets o cuadros empleados y anunciados (Cenicienta, en su momento, fue anunciada con veinte cuadros, pero solo se filmaron seis, una práctica publicitaria realizada comúnmente por Méliès). El artista Charles Claudel, que también repintó el interior del Teatro Robert-Houdin en 1901, siguió realizando los diseños de Méliès, y fue el pintor de los sets de la película. El camarógrafo fue Leclerc, quien también trabajó para Méliès como pianista en el Teatro Robert-Houdin.
El escenario de Méliès para la película enfatiza fuertemente el estatus de Juana como heroína nacional de Francia y mártir del pueblo francés: la primera escena, en la que Juana entra conduciendo un rebaño de ovejas, presagia su eventual conducción del ejército francés. La escena final, con la entrada triunfal de Juana en el Cielo y su encuentro con Dios, sugiere la idoneidad de Juana para la santidad católica: pocos años después, el Papa Pío X beatificaría a Juana, y en 1920 sería canonizada.
La mayor parte de la película se presenta en el estilo teatral habitual de Méliès, con una cámara fija que presenta la acción desde lejos, en un plano largo, como si se contemplara un espectáculo teatral desde un asiento en el público. Sin embargo, la octava escena, en el Sitio de Compiègne, se caracteriza por un efecto visual de aspecto más moderno: en esa escena, los actores se mueven mucho más cerca de la cámara, en la distancia de un plano medio. Este es el segundo ejemplo, entre las películas existentes de Méliès, de experimentos con disparos medios: el primero había ocurrido el año anterior en la Suspensión de la audiencia en El caso Dreyfus.
Un anuncio de la película afirma que "casi 500 personas" pueden verse en el gran desfile de Orléans, un efecto creado al tener un grupo de personas de tamaño moderado que cruzan la pantalla de izquierda a derecha, rodean la zona norte del estudio, y vuelven a ingresar, repitiendo el ciclo varias veces para simular una multitud mucho más grande.

## Estreno y conservación
Juana de Arco fue estrenado por la Star Film Company de Méliès y está numerada como 264-275 en sus catálogos, donde fue anunciada como una pieza cinematográfica para un gran espectáculo en 12 cuadros. Como ha señalado el estudioso de cine Jacques Malthête, las descripciones de Méliès de la película en el material publicitario nunca mencionan que los enemigos de Juana son ingleses: esta omisión ocurre no solo en los materiales en idioma inglés (donde mencionar el conflicto con los franceses pudo haber sido considerado dañino para las ventas), sino también en los franceses (donde la omisión es menos comprensible).
La película fue el segundo gran éxito cinematográfico de Méliès, tras Cenicienta. Se mostró ampliamente en Francia, y también se exhibió en otros lugares, incluso en Montreal y La Habana. En Inglaterra, la película fue distribuida por la Warwick Trading Company, que manejó las versiones en inglés de las películas de Méliès hasta 1902. En Estados Unidos, la Edison Manufacturing Company vendió "dupes" (copias duplicadas ilegalmente) de la película. La piratería cinematográfica estadounidense se convirtió en un problema para Méliès, especialmente después del éxito de su muy pirateada película de 1902, Viaje a la Luna. Esto lo motivó a abrir una sucursal estadounidense de su empresa en Nueva York en 1903, bajo la dirección de su hermano Gaston Méliès, para una mayor protección de sus derechos de autor.
La película se creyó perdida hasta 1982, cuando el coleccionista René Charles descubrió una copia coloreada a mano, pero sin la primera escena, que actualmente se encuentra desaparecida.